# Pandanus capusii
Pandanus capusii är en enhjärtbladig växtart som beskrevs av Ugolino Martelli. Pandanus capusii ingår i släktet Pandanus och familjen Pandanaceae. Inga underarter finns listade.